# Güéjar Sierra
Güéjar Sierra è un comune spagnolo di 2 818 abitanti situato nella provincia di Granada.

## Geografia fisica
Il comune è situato ai piedi della Sierra Nevada. Nel territorio comunale si trovano le sorgenti del fiume Genil.